# Kupplung

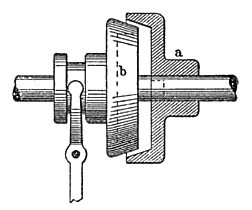
Eine lösbare kraftschlüssige Kegelkupplung zur Übertragung von Drehmoment zwischen a und b

Eine Kupplung im weiteren Sinne ist ein Element zur i. d. R. beweglichen oder lösbaren Verbindung von Gerätschaften oder Bauteilen. Eine Kupplung im engeren Sinne ist ein Maschinenelement zur starren, elastischen, beweglichen oder lösbaren Verbindung zweier Wellen. Im Gegensatz zu einer formschlüssigen erlaubt eine kraftschlüssige Verbindung eine Anpassung des übertragenen Drehmoments, wie es etwa in Kraftfahrzeugen mit Verbrennungsmotor erforderlich ist. 
Eine Wellenkupplung überträgt das Drehmoment einer Rotationsbewegung und so auch mechanische Arbeit.

## Allgemeines

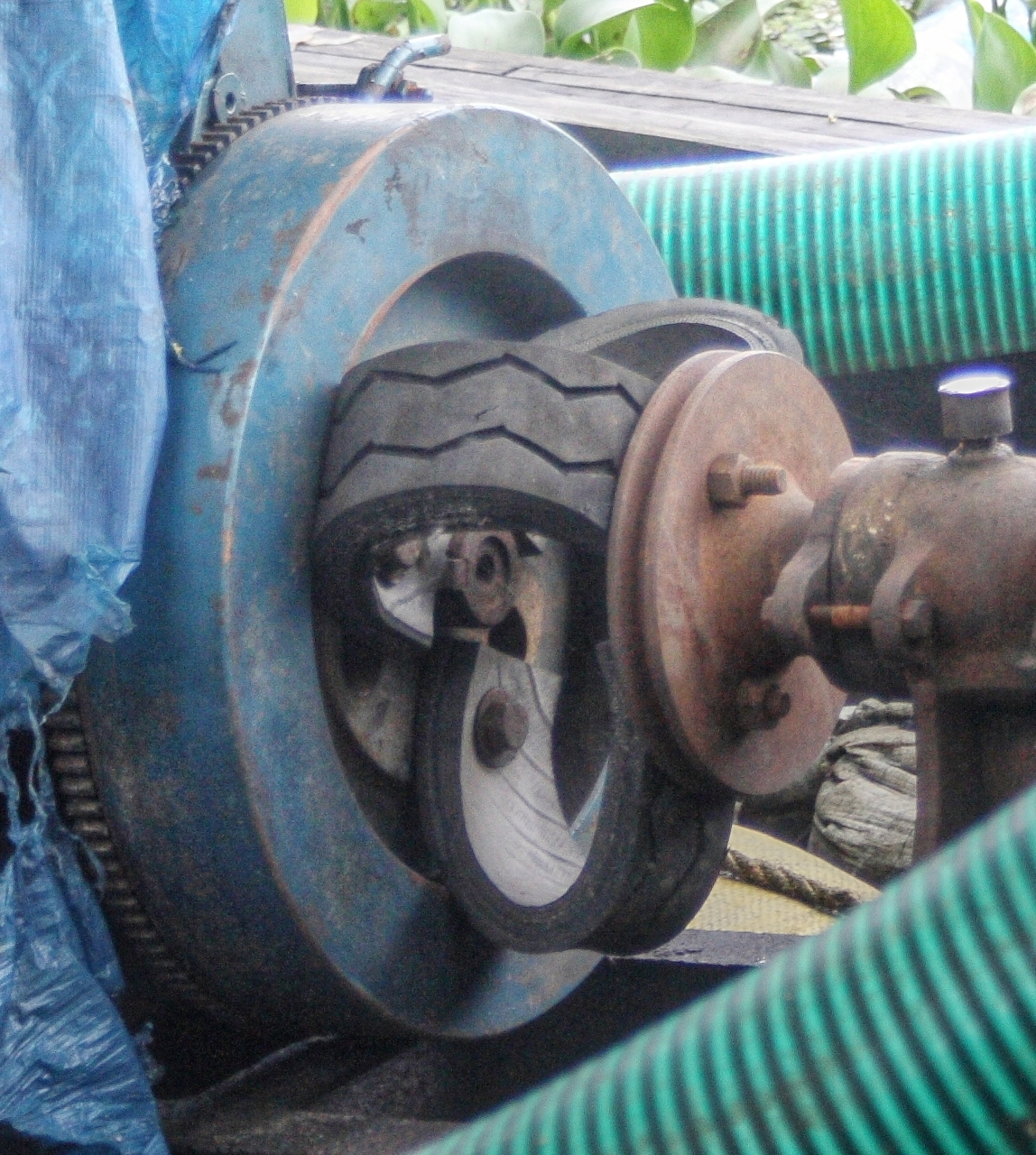
Eine improvisierte, nicht-lösbare elastische Kupplung aus Reifenstücken verbindet die Wellen eines Motors und einer Wasserpumpe. Sie gleicht den Versatz der Wellen oder ihr Nicht-Fluchten aus. Aufgenommen in Kerala (Indien)

Kupplungen existieren in einer Vielzahl von Bauformen. Die Auswahl der Bauform erfolgt in Abhängigkeit der vorliegenden Randbedingungen. Eine Unterteilung der Kupplungen kann erfolgen in schaltbare Kupplungen und nicht schaltbare Kupplungen. Einer breiten Allgemeinheit sind vor allem die schaltbaren Kupplungen bekannt, beispielsweise durch die Anwendung im Kraftfahrzeug (s. Kupplung (Kraftfahrzeug)).
Kupplungen können Drehmoment und Drehzahl übertragen. Drehzahl und Drehmoment der Kupplungs-Eingangswelle sind gleich den Werten der Ausgangswelle. Kupplungen sind somit keine Wandler. Das unterscheidet sie von den  Getrieben. Zum Teil bilden Kraftschlüssige Kupplungen jedoch eine Ausnahme. Bei diesen tritt ein Schlupf auf, der prinzipiell zur Verringerung der Ausgangsdrehzahl gegenüber der Eingangsdrehzahl genutzt werden kann, wobei sich auch das übertragene Drehmoment ändert. Einige Kraftschlüssige Kupplungen, die diese Eigenschaften verwenden, sind also Abwärtswandler. Besondere Bedeutung haben in diesem Zusammenhang Hydrodynamische Kupplungen (Kraftfahrzeuge; siehe Föttinger-Prinzip).
Neben den primären Funktionen einer Kupplung (Drehmoment übertragen sowie bei schaltbaren Kupplungen Schalten und Trennen) existieren weitere Funktionen, die durch eine Kupplung erfüllt werden können:
- Mit einer Kupplung können in begrenztem Maße Fluchtungsfehler wie Versatz oder Winkelfehler der Wellen ausgeglichen werden.
- Eine Kupplung kann elastisch gegenüber Torsion gestaltet werden, wodurch Ungleichförmigkeiten von Drehmoment und Drehgeschwindigkeit gedämpft werden.
- Der in einer Kupplung verwendete Werkstoff (zum Beispiel Elastomer) kann die Ausbreitung von Körperschall dämpfen.
- Eine Kupplung kann einen Überlastschutz herstellen, beispielsweise durch die Verwendung von definiert brechenden oder rutschenden Elementen.

1878/79 entwickelte Carl Benz einen verdichtungslosen Zweitaktmotor und später einen leichten Viertaktmotor. Benz entwickelte hierzu die Riemenverschiebung als Kupplung, den Vergaser, den Wasserkühler und die Gangschaltung.

## Lösbare Kupplungen

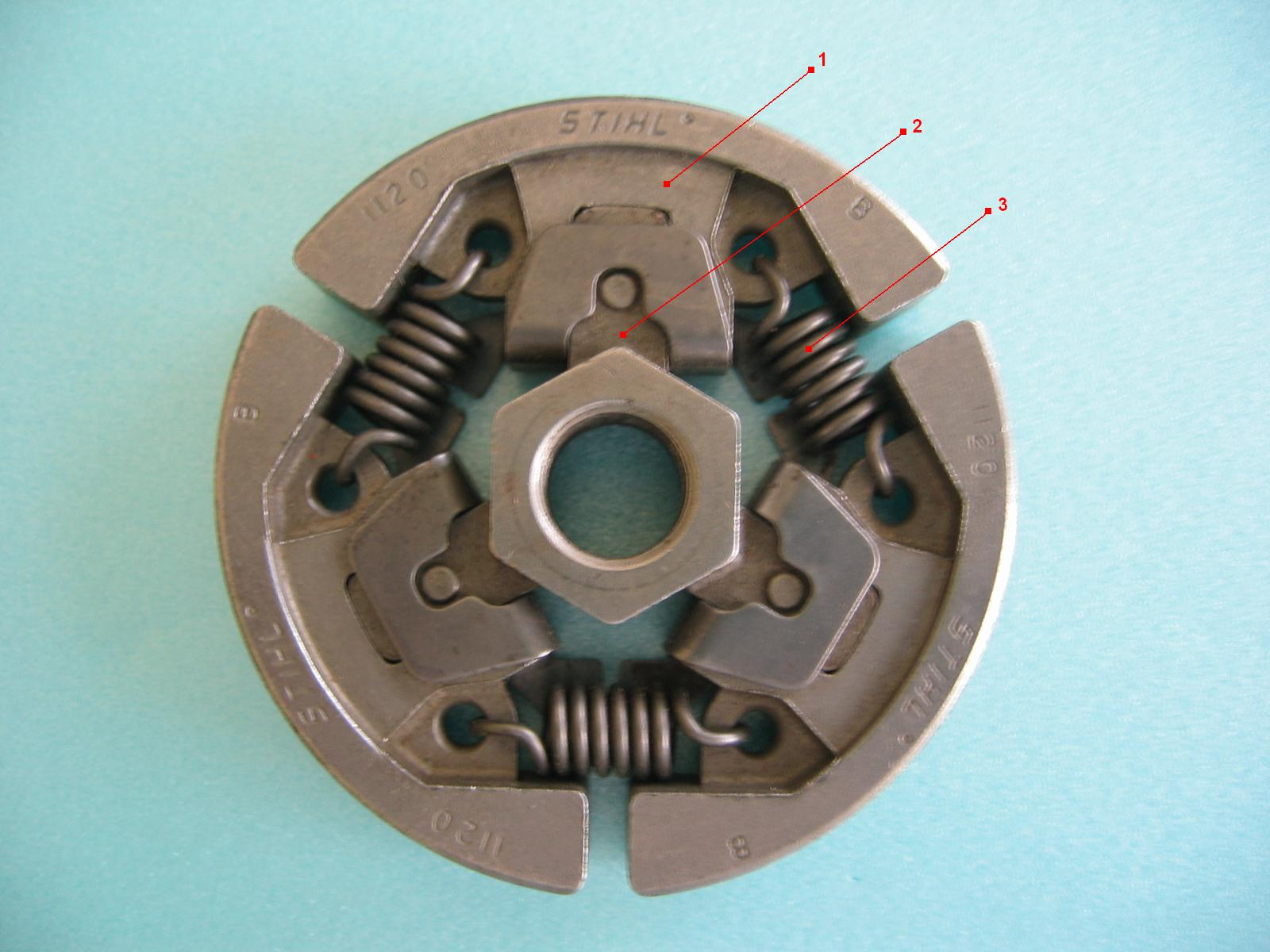
Fliehkraftkupplung einer Motorsäge
Lösen beim Unterschreiten einer Mindestdrehzahl
1 Reibsegment,
2 radiale Koppel,
3 Zugfeder

- Während des Betriebs lösbare Kupplung:
  - Kupplung (Kraftfahrzeug)
  - Kegelkupplung,
- Sicherheitskupplungen:
  - Rutschkupplung für Unterbrechung des Kraftschlusses bei Überlastung des Motors bzw. der Welle(n): zum Beispiel in Fahrzeugen, Baumaschinen und Werkzeugmaschinen
  - Kupplungen mit Sollbruchstelle als Überlastschutz: zum Beispiel Bolzenkupplung mit Scherstift
- Abhängig von der Drehzahl selbsttätig lösende Kupplungen:
  - Fliehkraftkupplung: selbsttätiges Koppeln beim Überschreiten einer bestimmten Drehzahl der Antriebswelle
  - Visco-Kupplung: selbsttätiges Koppeln beim Auftreten einer Drehzahldifferenz
- Überholkupplung: selbsttätiges Trennen bei Drehrichtungs- oder Drehmomentumkehr, zum Beispiel Freilauf beim Fahrrad

## Ausgleichskupplungen

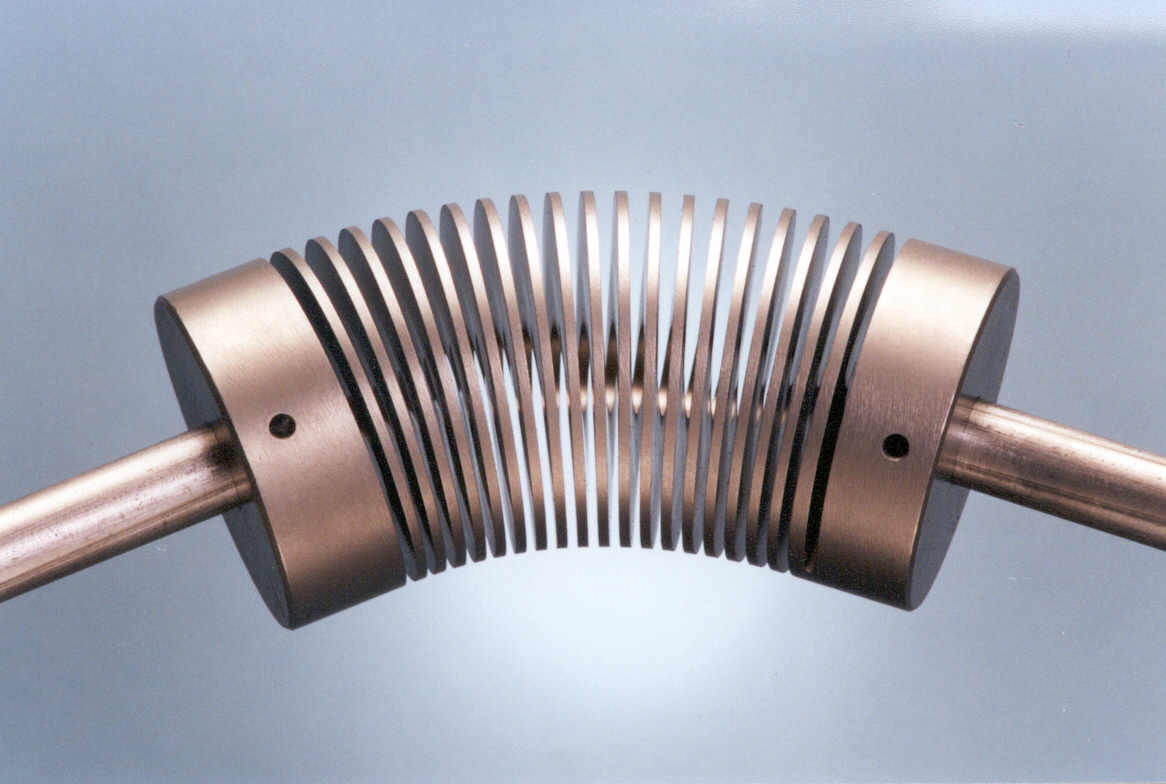
Spiralkupplung

Ausgleichskupplungen erlauben Abweichungen der lateralen und axialen Position sowie Winkelversatz und Relativbewegungen zwischen den gekoppelten Wellen:
- Torsionssteife Kupplungen sind drehstarr:
  - axial beweglich: Zahnkupplung, Klauenkupplung, Federstegkupplung, Parallelkurbelkupplung
  - gering axial, radial und winklig beweglich: Kreuzschlitzkupplung
  - „knickbar“: Stahllamellenkupplung, Kardangelenk bzw. Kreuzgelenk (je nach Bauform treten periodische Abweichungen der Winkelgeschwindigkeit zwischen An- und Abtriebswelle auf)
- Drehnachgiebige Kupplungen:
  - dreh- und querelastisch: Gummikupplung
  - drehnachgiebig (mit Schlupf): Magnetpulverkupplung, Visco-Kupplung
  - Drehschwingungsdämpfer (Torsionskupplung), Zweimassenschwungrad

## Unterscheidung nach Kraft- beziehungsweise Formschluss
Kraftschlüssige Kupplungen (Reibkupplungen) sind besonders als lösbare Kupplungen und selbstlösende Kupplungen (Rutschkupplungen) bei Überlast (wozu auch Anlauf und Anfahren gehören) geeignet. Sie können mehr als eine oder zwei kraftschlüssige Flächenkontakte haben (zum Beispiel bei Ausrüstung mit mehreren Lamellen). Die Kontaktflächen sind eben oder keglig.
Formschlüssige Kupplungen sind einfacher gebaut. Sie schließen Schlupf in der Übertragung aus, bieten aber keinen Schutz bei Überlast (außer bei zusätzlicher Sollbruchstelle, zum Beispiel mit Scherstift). Ausführungsformen sind zum Beispiel Klauenkupplungen und Zahnkupplungen. Lagefehlern und Stößen nachgebende formschlüssige Kupplungen sind entsprechend aufwändiger, zum Beispiel die Hardyscheibe, die Metallbalgkupplung, das Kreuzgelenk, das homokinetische Gelenk, die Parallelkurbelkupplung und die Oldham-Kupplung.
Eine Besonderheit im Vergleich zu den im Allgemeinen mechanischen Kupplungen sind die Visco-Kupplung und  die Strömungskupplung. Sie sind nicht starr, deshalb eher den kraftschlüssigen mechanischen Kupplungen zuzuzählen, haben aber permanent einen Schlupf in der Größenordnung von 10 %.
Ähnlich ist die Wirbelstromkupplung (Prinzip wie Wirbelstrombremse) einzuordnen. Diese Kupplung ist auch nicht starr.
Einsatzgebiete von Kupplungen:
in der Technik:
- Übertragung von Drehmomenten (als Maschinenelement zur Verbindung von Wellen):
  - Rutschkupplung, Sicherheitselement vor zu hohem Drehmoment
  - Magnetkupplung, magnetfeldbasierte Schaltung
  - Einscheibentrockenkupplung, Reibungskupplung im Fahrzeugbau, s. a. Kupplung (Kraftfahrzeug)
- Lösbare Verbindungen zwischen Segmenten von Transportleitungen:
  - Schlauchkupplung, lösbare Verbindung von Schlauchleitungen
  - Feuerwehrkupplung zum Verbinden von Feuerwehrschläuchen und Armaturen
  - Steckkupplung, Verbindung für verschiedene gasförmige und flüssige Medien
  - Steckverbinder, Verbindung für unterschiedliche Stecker an Kabelenden
  - Gleichstromkupplung, Anlage zur Hochspannungs-Gleichstrom-Übertragung
- Spezielle Kupplungsanwendungen
  - Anti-Hopping-Kupplung (Motorräder)
- Anbindung von Fahrbetriebsmitteln an einen externen Antrieb
  - Schleppkupplung, Einrichtung zum lösbaren Befestigen des Schleppseils zum Starten von Segelflugzeugen
- Bildung von Gespannen aus mehreren Fahrzeugen:
  - Kupplung (Bahn), Einrichtung zum Verbinden von Loks und Wagen zu Zügen
  - Anhängerkupplung, Vorrichtung für Kraftfahrzeuge zum Ziehen von Anhängern